# Unitat Militar d'Emergències
La Unitat Militar d'Emergències (en castellà: Unidad Militar de Emergencias, UME) és una branca de les Forces Armades Espanyoles destinada a actuar en desastres i emergències (incendis, inundacions, terratrèmols, etc.) a Espanya i, si és necessari, a l'estranger.
És la branca més recent de les Forces Armades Espanyoles, creada el 2005 durant el mandat de José Luis Rodríguez Zapatero i posada en funcionament l'11 d'abril de 2006. El 22 de juliol de 2011 el govern espanyol (PSOE) aprovà el seu protocol.
L'any 2012 va rebre l'Alta Distinció de la Generalitat Valenciana.